# Cerreto di Spoleto
Cerreto di Spoleto é uma comuna italiana da região da Úmbria, província de Perúgia, com cerca de 1.137 habitantes. Estende-se por uma área de 74 km², tendo uma densidade populacional de 15 hab/km². Faz fronteira com Campello sul Clitunno, Cássia, Nórcia, Poggiodomo, Preci, Sellano, Vallo di Nera, Visso (MC).
É a origem do termo "charlatão" e equivalentes nas diferentes línguas, devido a outrora ser conhecida pelos charlatões entre os seus nativos.

## Demografia
| Variação demográfica do município entre 1861 e 2011                               |
|                                                                                   |
| Fonte: Istituto Nazionale di Statistica (ISTAT) - Elaboração gráfica da Wikipedia |